# Uhřínov
Uhřínov är en ort i Tjeckien.   Den ligger i regionen Vysočina, i den centrala delen av landet, 140 km sydost om huvudstaden Prag. Uhřínov ligger 495 meter över havet och antalet invånare är 269.
Terrängen runt Uhřínov är platt.Runt Uhřínov är det tätbefolkat, med 276 invånare per kvadratkilometer. Närmaste större samhälle är Třebíč, 15,5 km söder om Uhřínov. Omgivningarna runt Uhřínov är en mosaik av jordbruksmark och naturlig växtlighet.